# Sławomir Radoń
Sławomir Radoń (ur. 8 stycznia 1957 w Biertowicach, zm. 15 lutego 2011 w Krakowie) – polski historyk, naczelny dyrektor Archiwów Państwowych (2006–2011).

## Życiorys
W 1979 ukończył studia na Wydziale Filozoficzno-Historycznym Uniwersytetu Jagiellońskiego, w 1989 uzyskał stopień doktora nauk historycznych. Studiował również nauki polityczne i religioznawstwo. Był stypendystą w Archives nationales w Paryżu i Instytucie Józefa Piłsudskiego w Nowym Jorku.
Od 1984 (z przerwą w latach 1989–1991) pozostawał zatrudniony w Archiwum Państwowym w Krakowie. W 1991 objął stanowisko dyrektora tej jednostki (jako pierwszy dyrektor wyłoniony na drodze konkursu). W latach 1995–2005 wchodził w skład Rady Archiwalnej przy naczelnym dyrektorze Archiwów Państwowych. W okresie 2006–2011 sprawował urząd naczelnego dyrektora Archiwów Państwowych. Zainicjował wiele działań modernizacyjnych w sieci archiwów, m.in. poprzez utworzenie Narodowego Archiwum Cyfrowego i budowę Zintegrowanego Systemu Informacji Archiwalnej (ZoSIA).
Opublikował około 30 prac naukowych z zakresu historii Polski i archiwistyki. Pełnił funkcję redaktora naczelnego „Krakowskiego Rocznika Archiwalnego”.
W 1999 z rekomendacji parlamentarzystów AWS został powołany w skład Kolegium Instytutu Pamięci Narodowej. W 2007 Sejm wybrał go na drugą kadencję, był kandydatem zgłoszonym przez posłów Prawa i Sprawiedliwości.
Pochowany na Cmentarzu Salwatorskim w Krakowie (kwatera N/3/1a)).
W 2024 jego imię nadano auli Archiwum Narodowego w Krakowie.

## Odznaczenia
- Krzyż Komandorski Orderu Odrodzenia Polski (2008)[4]
- Złoty Krzyż Zasługi (2001)[5]
- Srebrny Krzyż Zasługi (1996)[6]